# Mastigopsis flavescens
Mastigopsis flavescens là một loài rêu tản trong họ Lepidoziaceae. Loài này được (Sande Lac. ex Stephani) Lacout. miêu tả khoa học lần đầu tiên năm 1910.